# Jules Couppier
Claude Henri Jules Couppier (* 1823 ?; † 14. April 1860 in Amélie-les-Bains-Palalda (Département Pyrénées-Orientales)), war ein französischer Fotograf. Er zählte zu den frühesten Kriegsfotografen und hat wahrscheinlich als erster auch Verwundete und Kriegstote fotografiert.

## Lebensweg
Der Geburtsort von Jules Couppier ist unbekannt; geboren wurde er möglicherweise im Jahr 1823. Er war verheiratete mit Anne Anna Thierry; das Ehepaar hatte mindestens einen Sohn, dieser hieß Jules Charles Couppier. Couppier lebte zumindest zeitweilig in Paris. Er war ausgebildeter Chemiker.
Um die Mitte des 19. Jahrhunderts herum nahm Couppier Stereo-Glasdias in Frankreich, Belgien, Algerien, Italien und Russland auf.
1852 schrieb Couppier ein Buch mit dem Titel „Traité pratique de photographie sur verre, d'après les derniers perfectionnements“ (deutsch etwa: „Abhandlung über die Photographie auf Glas, nach den neuesten Verbesserungen“), eine Anleitung zur Aufnahme von fotografischen Negativbildern auf albuminbeschichtetem Glas und über das Anfertigen von Positiv-Abzügen davon, das Couppier dem Erfinder dieses Verfahrens, Claude Félix Abel Niépce de Saint-Victor, widmete.
Im Jahr 1853 veröffentlichte Couppier mehrere Glas-Stereoskopien mit Aufnahmen aus Paris und Versailles.
Er gehörte 1854 zu den Gründungsmitgliedern der „Société française de photographie“, der französischen Gesellschaft für Fotografie.
Fotografien von Couppier wurden unter anderem auf der Weltausstellung in Paris 1855 und auf einer Fotoausstellung in Brüssel 1856 ausgestellt, ferner auf einer Ausstellung der Société française de photographie im Jahr 1857 in Paris und bei der Royal Photographic Society in London im Jahr 1858. Couppier stellte auch im Pariser Kunstsalon von 1859 aus, dem ersten, zu dem auch Fotografen zugelassen waren.
1857 reiste Couppier nach Russland und nahm dort Stereodias in Sankt Petersburg und Moskau auf. Er gehört zu den ersten Berufsfotografen, die in Russland tätig wurden.
1859 begleitete Couppier im Sardinischen Krieg (dem zweiten Italienischen Unabhängigkeitskrieg) die französischen Truppen nach Norditalien, um dort auf den Schlachtfeldern und an anderen Schauplätzen des Krieges zu fotografieren, der vom 17. April bis zum 12. Juli 1859 zwischen Österreich und Frankreich ausgefochten wurde. Er nahm vermutlich die ersten Fotos überhaupt von toten und verwundeten Soldaten auf. Anders als Roger Fentons (1819–1869) frühere Fotografien aus dem Krimkrieg (1853 bis 1856) zeigten die Aufnahmen Couppiers aus dem Sardinischen Krieg auch grausige Ansichten, zum Beispiel Leichen oder Berge amputierter Gliedmaßen. Besonders bekannt geworden ist seine stereoskopische Aufnahme „Cimetière de Melegnano, le lendemain de la bataille“ („Friedhof von Melegnano, am Tag nach der Schlacht“) von Juni 1859, auf dem die Leichen von etwa 200 Soldaten in ungeordneten Haufen zu sehen sind. Bemerkenswert ist etwa auch seine Aufnahme „Vue de l'Avenue do Brescia avec convoi de blesses et de Vivres.“ („Ansicht der Straße nach Brescia mit Konvoy der Verwundeten und Überlebenden“), das bald nach der Schlacht von Solferino Ende Juni 1859 aufgenommen wurde.
Im Jahr 1859 ging Couppier eine Geschäftsbeziehung mit dem Fotografen und „Maler auf Glas“ Alfred Sarrault ein. Sarrault hatte rund acht Jahre zuvor, am 11. November 1851, mit Athanase Clouzard, Louis This und anderen das Unternehmen „Sarrault et Cie.“ gegründet, das an einer Methode zur Übermalung von Fotografien auf Glas arbeitete. Im Jahr 1853 meldet diese Firma ein Verfahren zum Patent an, nach dem stereoskopische Glasplattenfotos durch farbiges Übermalen eingefärbt werden können. Im selben Jahr verließ Alfred Sarrault dieses Unternehmen, das von Athanase Clouzard und Louis This zusammen mit Charles Soulier als „This, Soulier, Clouzard et Cie“ weitergeführt wurde.
Im April 1860 starb Jules Couppier in Amélie-les-Bains-Palalda, wahrscheinlich auf einer Fototour durch die Pyrenäen. Todesursache war offenbar eine Kaliumcyanid-(Zyankali-)Vergiftung. Kaliumcyanid wurde in der Fotochemie unter anderem als Fixiermittel im Kollodium-Nassplattenverfahren verwendet.
Seinen fotografischen Nachlass übernahm die Fotoagentur von Claude-Marie Ferrier und Charles Soulier.
Aufnahmen von Couppier wurden auch schon zu seinen Lebzeiten von anderen Fotoagenturen bzw. Fotoverlagen vertrieben, manchmal unter seinem Namenskürzel J.C. So erschienen zum Beispiel Stereoskopien von Couppier im Katalog der Brüder Marc Antoine Augustin, Alexis und Charles Gaudin vom September 1856. Auch Alexandre Abazaer hatte um 1861 Stereoskopien von Jules Couppier in seinem Angebot. In seinem Katalog: „Excursion sur le théâtre de la guerre d'Italie, photographiée pour l'usage du stéréoscope“ („Ausflug auf den Schauplatz des Krieges in Italien, fotografiert für die Benutzung des Stereoskops“) von 1860 bot das Atelier Ferrier & Soulier auch Stereo-Fotos aus dem Sardinischen Krieg an, deren Zuschreibung zum Teil ungewiss ist; sie könnten (außer von Claude-Marie Ferrier oder seinem Sohn Jacques-Alexandre Ferrier) auch von Jules Couppier stammen.